# Hesperapis elegantula
Hesperapis elegantula är en biart som beskrevs av Cockerell 1898. Hesperapis elegantula ingår i släktet Hesperapis och familjen sommarbin. Inga underarter finns listade i Catalogue of Life.